# Bergamottine
La bergamottine est un composé organique naturel de la classe des furocoumarines présent principalement dans le jus de pamplemousse. On le trouve aussi dans l'huile essentielle de bergamote, dont il a d'abord été isolé et à partir de laquelle son nom est dérivé. Dans une moindre mesure, la bergamottine est également présente dans les huiles essentielles d'autres agrumes.
Ce composé est connu pour interagir avec certains médicaments.